# 8450 Єгоров
8450 Єгоров (8450 Egorov) — астероїд головного поясу, відкритий 19 серпня 1977 року.
Тіссеранів параметр щодо Юпітера — 3,335.